# Rest in Peace (The Walking Dead)
"Rest in Peace" é o vigésimo quarto e último episódio da décima primeira temporada da série de televisão de terror pós-apocalíptico The Walking Dead. O final da série e o 177º episódio no total, foi ao ar na AMC em 20 de novembro de 2022. O roteiro do episódio foi escrito por Corey Reed e Jim Barnes, a partir de uma história de Angela Kang, e dirigido por Greg Nicotero.
No episódio, o grupo escapa da horda que invadiu a Commonwealth enquanto tenta derrubar a Governadora Pamela Milton (Laila Robins) e se reúne para uma última batalha para salvar a cidade e o seu futuro.
"Rest in Peace" marca o retorno de Rick Grimes, interpretado por Andrew Lincoln, e Michonne, interpretada por Danai Gurira, desde que deixaram a série na nona e décima temporadas, respectivamente. O episódio também inclui flashbacks de vários personagens que apareceram ao longo da série.
O episódio recebeu críticas geralmente positivas dos críticos. As análises destacaram o desfecho das tramas, o desenvolvimento dos personagens e o retorno de Rick e Michonne, embora alguns tenham sentido que a preparação de futuras séries derivadas diminuiu a finalidade da série.

## Enredo
Jules é devorado ao tentar escapar da horda, enquanto Luke é mordido fatalmente na perna. Em um abrigo seguro, Judith é cuidada por Tomi e revela a Daryl e Carol que Michonne partiu em busca de Rick, que ainda está vivo. Após amputar a perna de Luke, Magna, Connie, Yumiko e Kelly se reúnem emocionalmente ao seu redor enquanto ele morre. Enquanto isso, Rosita, Gabriel e Eugene resgatam com sucesso Coco e as outras crianças de uma casa. Ao escaparem, Rosita é mordida no ombro esquerdo enquanto o grupo foge da horda.
Princesa e Max libertam Mercer da prisão. Mercer lidera seus homens e as forças da Coalizão para confrontar Pamela, que se barricou nas Propriedades. Enquanto Maggie se prepara para se armar contra Pamela, Negan pede sinceramente desculpas a ela por ter matado seu marido, Glenn. Com as pessoas do lado de fora prestes a serem devoradas, Daryl faz um discurso inspirador que faz com que os soldados de Pamela se voltem contra ela e permitam que todos entrem. Mercer prende Pamela por seus crimes, mas ela tenta se alimentar do zumbi Lance Hornsby. Reconhecendo que a prisão é um destino pior para Pamela, Maggie atira em Hornsby e a salva. Unidos e acompanhados por Aaron, Lydia, Jerry e Elijah, todos atraem a horda para as Propriedades e as explodem, destruindo a horda e salvando a Commonwealth.
Na sequência, Maggie diz a Negan que não consegue perdoá-lo, mas decide tentar superar sua raiva. Os sobreviventes desfrutam de um jantar luxuoso juntos, enquanto Rosita diz a Gabriel que foi mordida. Mais tarde, Rosita morre pacificamente devido à mordida, cercada por Gabriel e Eugene.
Um ano depois, Ezekiel é o novo governador e Mercer é o novo vice-governador da Commonwealth. Alexandria e Hilltop foram reconstruídos e estão prosperando, com as comunidades unidas para criar um futuro melhor. Eugene e Max têm uma filha chamada Rosie, enquanto Negan envia uma carta com a bússola que Judith permitiu que ele mantivesse de volta para ela. Por fim, Carol, Daryl e Maggie falam sobre o futuro, com Daryl partindo em sua motocicleta para encontrar Rick e Michonne.
Em outro lugar, Rick e Michonne escrevem cartas ao redor de suas próprias fogueiras enquanto flashbacks de momentos da série aparecem. Michonne continua sua busca por Rick a cavalo. Na Ilha de Bloodsworth, onde Michonne eventualmente encontra seus pertences, Rick é localizado por um helicóptero do CRM e é forçado a se render. O episódio termina com Judith e R.J. olhando para o futuro, com Judith dizendo: "Vamos recomeçar. Somos aqueles que sobrevivem."

## Produção
A trilha sonora de abertura difere dos episódios anteriores porque o compositor original, Bear McCreary, retornou para gravar uma nova versão com uma orquestra ao vivo. Norman Reedus sofreu uma concussão no set durante as filmagens do episódio, após bater a cabeça, embora o olho roxo que seu personagem recebeu já estivesse no roteiro antes disso acontecer. Chandler Riggs, cujo personagem, Carl Grimes, foi morto na 8ª temporada, surpreendeu o elenco e a equipe no último dia de filmagem e pode ser visto ao fundo como um fazendeiro na cena final em Hilltop. A cena de abertura no hospital foi notada por suas muitas conexões visuais com temporadas anteriores: um zumbi usa uma pedra para quebrar uma porta de vidro ("Guts"), Judith é protegida em seu quarto de hospital por uma maca (seu pai é salvo de maneira semelhante em "TS-19"), e a Coalizão se reúne para um jantar como uma família (uma sequência de sonho vista em "The Day Will Come When You Won't Be").
A produção do episódio foi concluída em abril, exceto pela cena com Rick e Michonne, que foi filmada em agosto. A cena foi escrita por Scott M. Gimple, que é o showrunner do próximo spin-off deles, e foi gravada ao longo de dois dias na Geórgia. Os momentos finais do episódio apresentam uma montagem de cenas de todas as temporadas anteriores da série, que inclui membros do elenco anterior, enquanto uma voz de fundo orbita em torno de uma única frase: "Somos aqueles que sobrevivem". Embora muitas das vozes que pronunciam esse mantra sejam dos personagens presentes na 11ª temporada, como Daryl e Maggie, vários atores antigos gravaram falas para a montagem também. Isso inclui as vozes dos antigos atores de The Walking Dead, Michael Cudlitz (Abraham), Laurie Holden (Andrea), Lennie James (Morgan), Sonequa Martin-Green (Sasha), Chandler Riggs (Carl) e Steven Yeun (Glenn).
Em sua transmissão original, os anúncios da Autodesk, Deloitte, DoorDash, Maximum Effort e Ring foram especialmente desenvolvidos para acompanhar o episódio. Os anúncios, produzidos em conjunto pela AMC e pela empresa de produção de Ryan Reynolds, Maximum Effort, apresentavam versões zumbificadas de personagens de The Walking Dead, incluindo Milton Mamet (Dallas Roberts), Andrea (Laurie Holden), Rodney (Joe Ando-Hirsh) e Gareth (Andrew J. West).
A barriga de grávida de Eleanor Matsuura é visível em sua última cena como Yumiko após o salto temporal de um ano. Matsuura insinuou que, dada a assistência médica da Commonwealth e seu irmão, Yumiko pode ter passado por fertilização in vitro para ter um bebê com Magna (Nadia Hilker). Em sua cena final, Norman Reedus, o diretor do episódio e o artista de efeitos especiais de maquiagem Greg Nicotero faz uma participação especial como um zumbi cambaleando ao longo da estrada vestindo uma camiseta listrada. Nicotero já interpretou um zumbi várias vezes ao longo da série.

## Recepção

### Recepção crítica
O episódio recebeu críticas geralmente positivas dos críticos. No site agregador de críticas Rotten Tomatoes, 67% das 21 avaliações de críticos são positivas, com uma média de classificação de 7.3/10. O consenso do site diz: "The Walking Dead finalmente se afasta de seu auge há muito tempo, mas este final é suficiente como uma despedida emocionalmente satisfatória."

### Audiência
O episódio alcançou uma audiência de 2,27 milhões de telespectadores nos Estados Unidos em sua data de transmissão original. Ele marcou a maior audiência da temporada e foi o episódio com a maior classificação desde "Home Sweet Home" em 28 de fevereiro de 2021.